# Dutch
Dutch, lançado no Reino Unido e Austrália como Driving Me Crazy (Brasil: De Volta Pra Casa/De Volta Para Casa / Portugal: Jornada de Doidos) é um filme de estrada de comédia dramática estadunidense de 1991, dirigido por Peter Faiman (seu segundo e último filme para o cinema, depois de Crocodilo Dundee) e escrito por John Hughes. A trilha sonora original foi composta por Alan Silvestri. O filme é estrelado por Ed O'Neill (no papel-título), Ethan Embry e JoBeth Williams, com uma aparição especial do grande golfista Arnold Palmer. O'Neill e Embry voltariam a estrelar juntos mais de uma década depois, na versão de 2003 da série Dragnet. Christopher McDonald, Ari Meyers e E. G. Daily também estão no filme.

## Sinopse
Um homem simples da construção, Dutch Dooley, é o atual namorado da ex-mulher de um magnata rico e esnobe. Voluntariando-se para levar o filho da mulher para casa em Chicago para o Dia de Ação de Graças de seu internato na Geórgia, Dutch encontra um esnobe insuportável de 12 anos que o desaprova totalmente. Eles podem chegar ao seu destino como amigos? Eles vão chegar em casa?.

## Elenco
- Ed O'Neill como Dutch Dooley
- Ethan Embry como Doyle Standish (como Ethan Randall)
- JoBeth Williams como Natalie Standish
- Christopher McDonald como Reed Standish
- E.G. Daily como Hailey
- Ari Meyers como Brock
- L. Scott Caldwell como mulher sem teto
- Kathleen Freeman como Gritzi
- Arnold Palmer como ele mesmo

## Produção
Antes das filmagens, o diretor Peter Faiman, o roteirista John Hughes e o produtor Richard Vane viajaram pelos estados norte-americanos da Geórgia, Carolina do Norte, Carolina do Sul, Mississippi e Tennessee para delimitar o traçado dos personagens do filme.
A cena da ponte que Dutch atravessa em Chattanooga, Tennessee estava inacabada. Na época das filmagens a estrada não ia a lugar algum e acabava poucos metros depois do rio.
Os portões do dormitório de Doyle que Dutch atravessa são na verdade os portões principais do prédio de coordenação da universidade Berry College, onde as cenas de escola foram filmadas.
Mais conhecido por seu trabalho em Married with Children (1987), o protagonista Ed O’Neill faz várias alusões do filme na série. O título do filme aparece na locadora local com uma placa escrita "vídeo gratuito". Em outro episódio, o filme é exibido no avião durante uma viagem do protagonista Al Bundy para Londres.

## Recepção
Dutch recebeu críticas ruins da crítica de cinema, e tem uma taxa de aprovação de 17% no Rotten Tomatoes de 23 avaliações. O crítico Roger Ebert, em sua crítica de uma estrela e meia do filme, pensou que o roteirista Hughes estava seguindo sua própria fórmula, repetindo alguns de seus outros filmes, como Planes, Trains & Automobiles (1987), e citou o personagem de O'Neill como se comportando "em desafio ao senso comum". O filme foi uma decepção de bilheteria, arrecadando menos de US$5 milhões no mercado interno contra seu orçamento de US$17 milhões.

### Premiações
| Ano  | Recipiente                                             | Categoria          | Resultado |
| ---- | ------------------------------------------------------ | ------------------ | --------- |
| 1992 | Melhor ator jovem estrelando em um filme - Ethan Embry | Young Artist Award | Venceu    |
| 1992 | Melhor Filme de Família - Comédia                      | Young Artist Award | Indicado  |

## Mídia doméstica
O filme foi lançado em DVD em 22 de março de 2005, e também foi lançado em Blu-ray em 17 de janeiro de 2012.